# Castell de Boí
El Castell de Boí és un castell medieval del poble de Boí, en el terme de la Vall de Boí, dins de l'antic terme de Barruera, pertanyent a l'Alta Ribagorça. És a l'extrem nord-oest del mateix nucli del poble de Boí.
En queden poques restes, però es pot reconèixer perfectament l'emplaçament i fins i tot la seva morfologia.